# Paul Juvenel

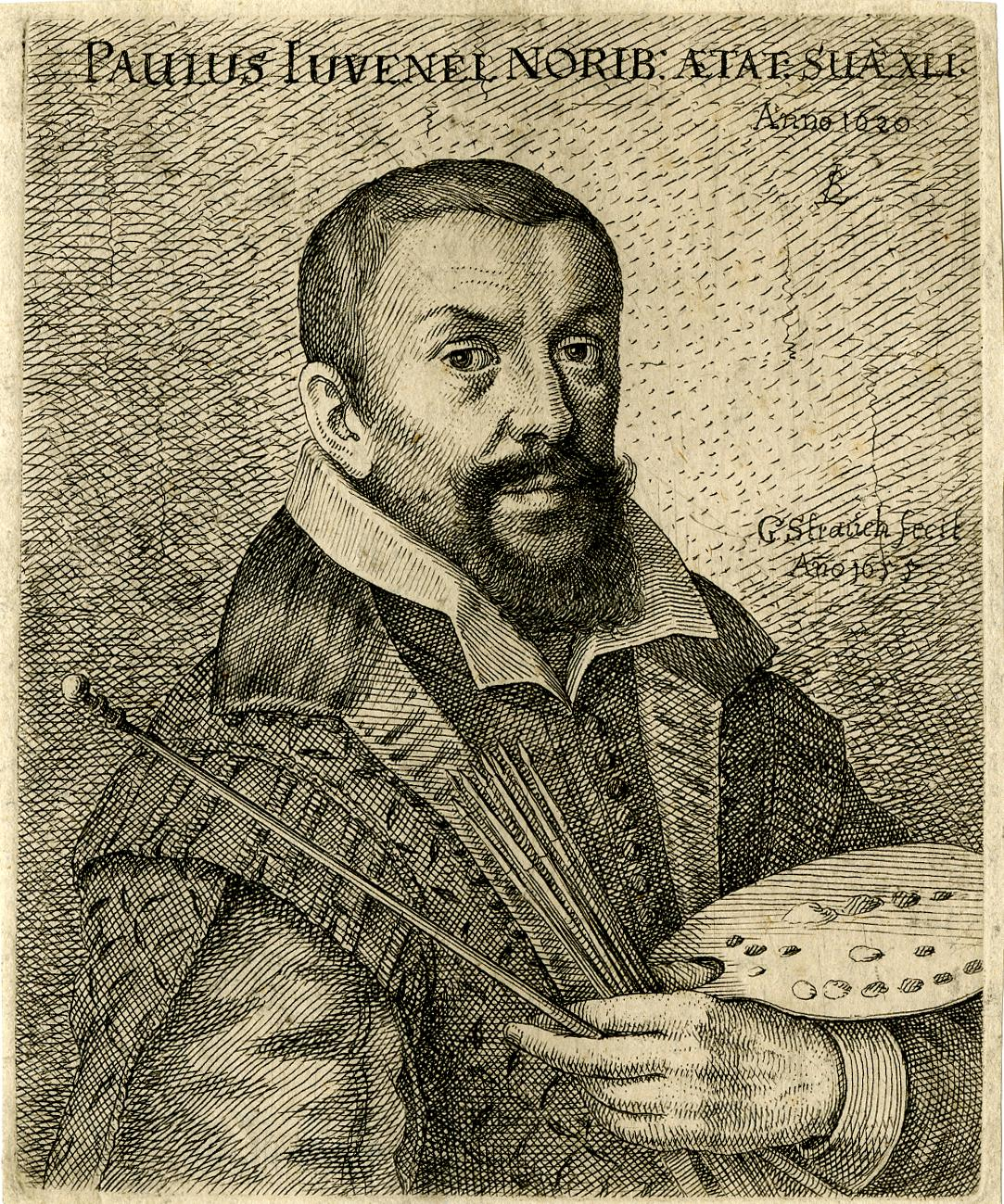
Paul Juvenel, grabado de Georg Strauch, 1655

Paul Juvenel el Viejo, también conocido como Paul Juvenell y Paulus Juvenel (1579–1643)  – Pintor barroco alemán.

## Biografía
Nació en Núremberg en diciembre de 1579 en una familia de origen flamenco . Su padre, Nicolás Juvenel I, nació en Dunkerque en Flandes y de 1550 a 1554 trabajó en la decoración de los castillos de Mariemont y Binche, que fueron destruidos en 1554.

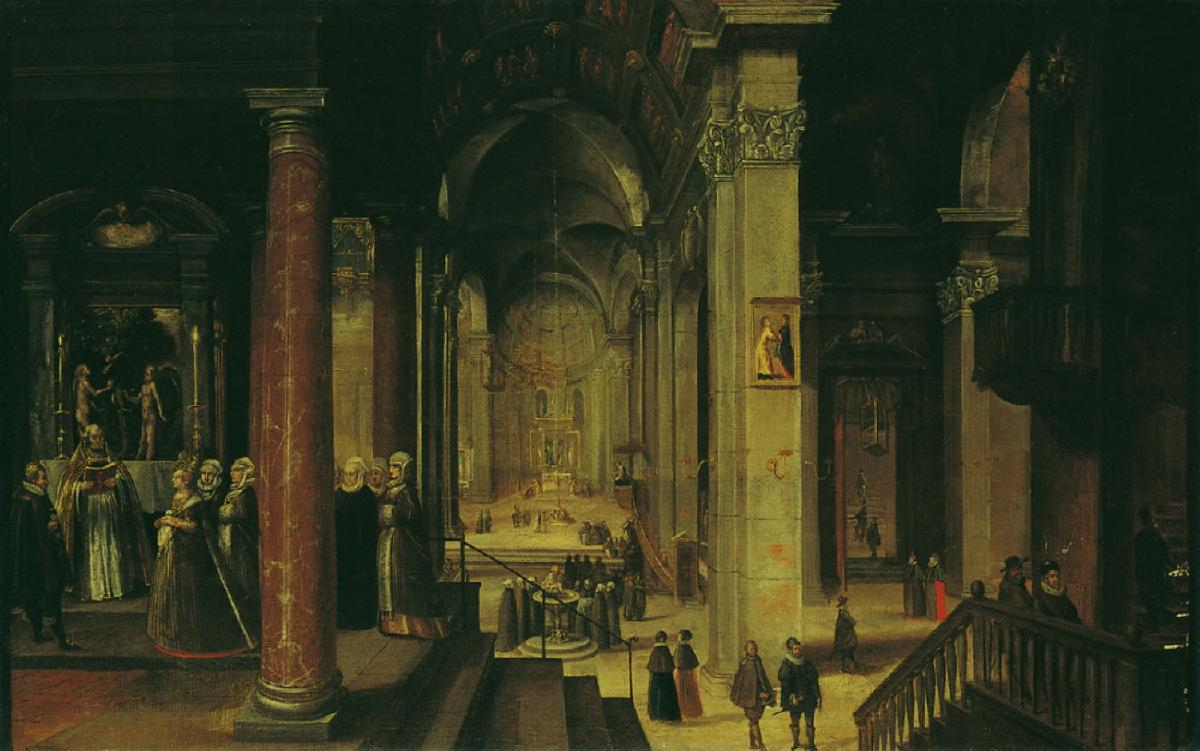
Paul Juvenel, Interior de la iglesia

Su padre, de fe calvinista, escapó de la persecución religiosa y se refugió en Kassel. Fue allí donde el futuro landgrave de Hesse-Kassel, Guillermo IV, le sugirió que se trasladara a Núremberg, adonde llegó en 1561 acompañado de otros refugiados procedentes de los Países Bajos.
Al principio Paul fue alumno de su padre Nicolas, luego continuó sus estudios con Adam Elsheimer en Frankfurt.
Es probable que haya sido con Elsheimer cuando comenzó a utilizar pequeñas placas de metal como soporte para la pintura.
Juvenel trabajó, entre otras cosas, como pintor de iglesias. en Heroldsberg en la iglesia de St. Mateo. Allí diseñó las alas del altar. Muestran el paraíso con la caída del hombre y la exaltación de Nehushtán por Moisés.
Terminó la pintura de la Última Cena que su maestro Adam Alsheimer (quien falleció en 1610 en Roma) había comenzado, añadiendo la arquitectura y el fondo en 1621 .
También diseñó 13 pinturas para el techo del Ayuntamiento de Núremberg, en las que se representa al emperador rodeado de virtudes o escenas de la historia romana. Solía pintar principalmente sobre tabla o, siguiendo el ejemplo de su maestro Elsheimer, empleando pequeñas placas de metal (de cobre o galvanizado). Los temas de sus obras estaban en su mayoría vinculados a la arquitectura de las iglesias, aunque también incursionó en representaciones mitológicas y religiosas. Solo un reducido número de sus obras ha perdurado hasta la actualidad.
Otras obras incluyen retratos de los emperadores Fernando II, Matías, Rodolfo II y Rex Romanorum Rodolfo I. Estos retratos también cuelgan en el Ayuntamiento de Núremberg. También diseñó decoraciones para las casas de los residentes ricos de Núremberg.
uvenel realizó reproducciones de La Asunción de la Virgen de Durero y de escenas de la vida de la Virgen, inspirándose en los grabados en madera de Durero.
En 1638 Juvenel se trasladó a Viena y de allí a Bratislava, donde murió en 1643. 
Tuvo cuatro hijos que también se convirtieron en artistas.

## Galería

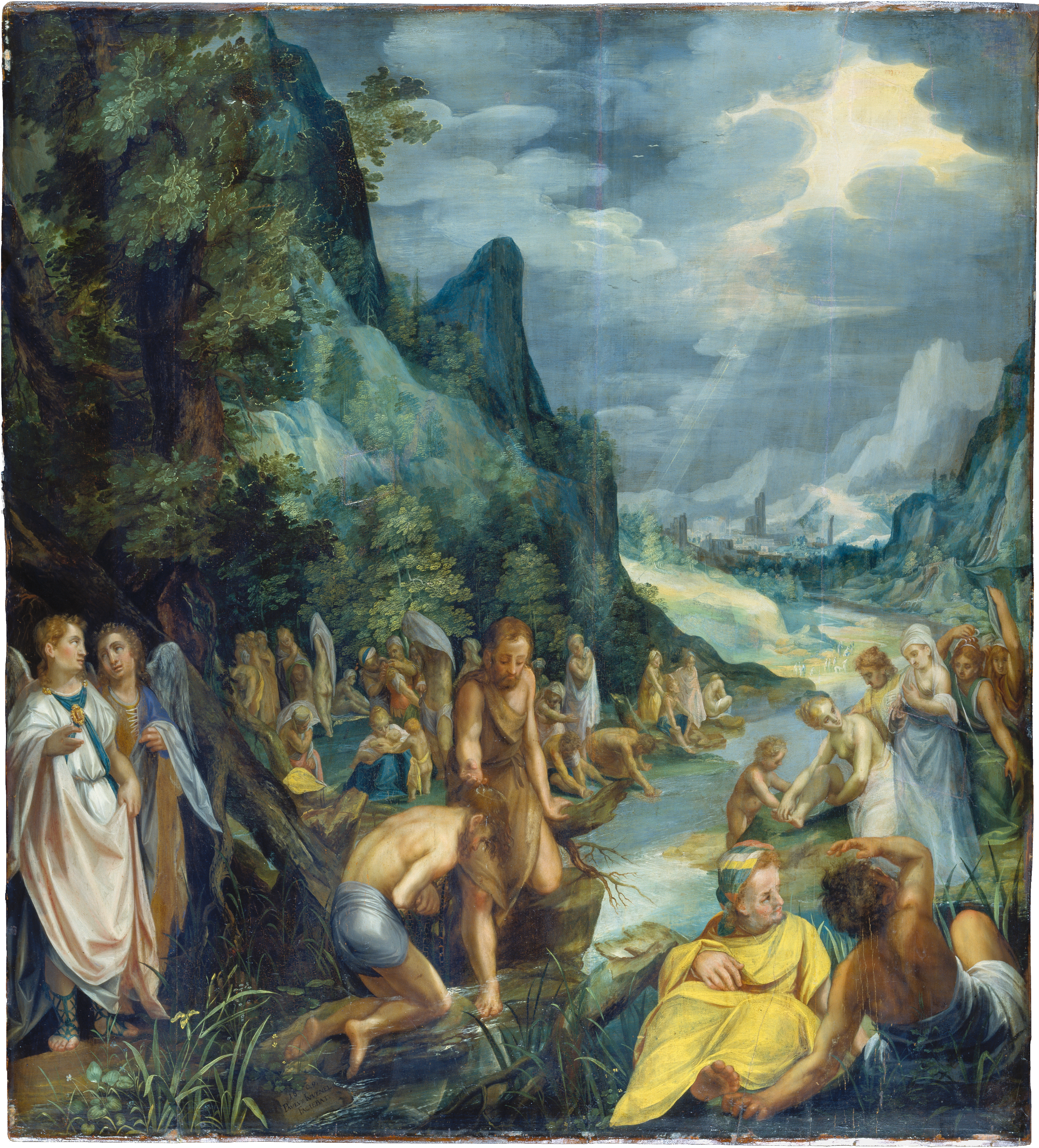
El bautismo de Jesús (1609)
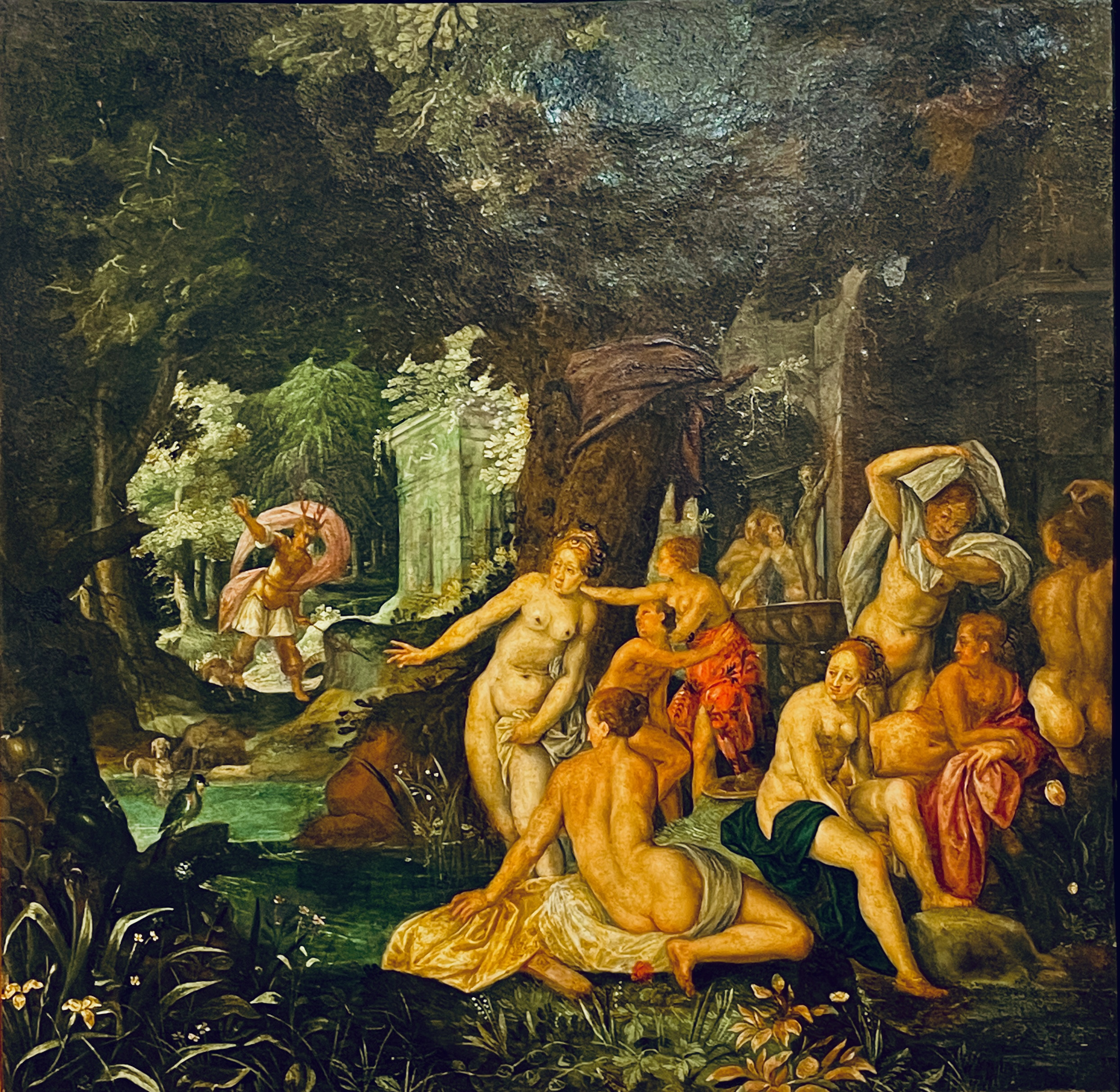
Diana y Acteón (1621)
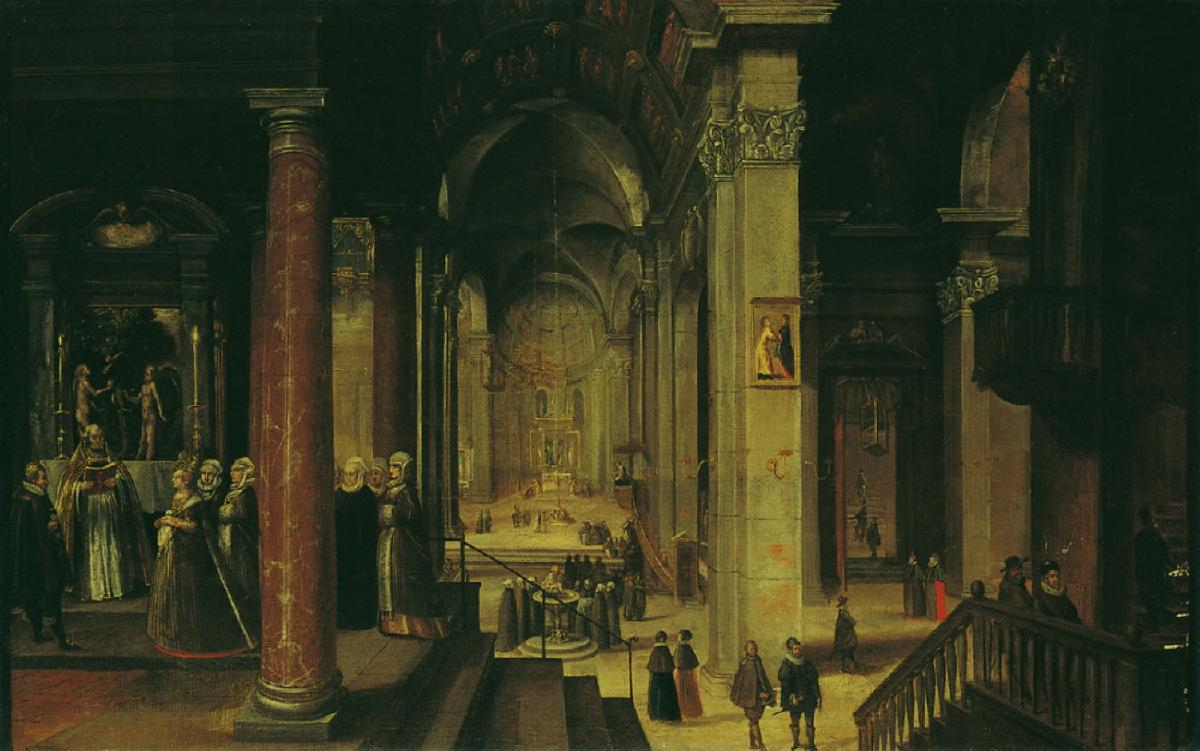
Interior de la iglesia (hacia 1630)
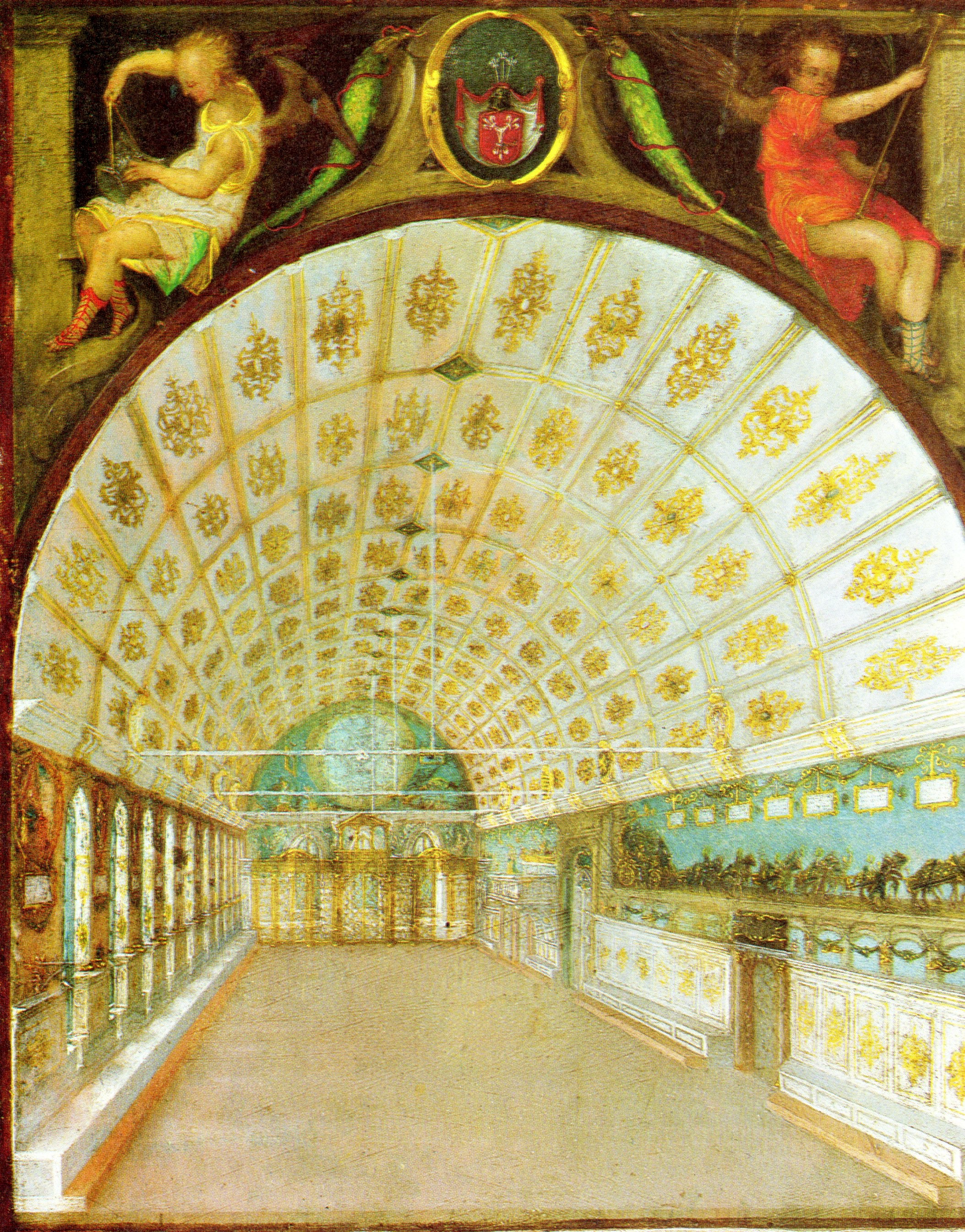
Murales del Ayuntamiento de Núremberg (1622)
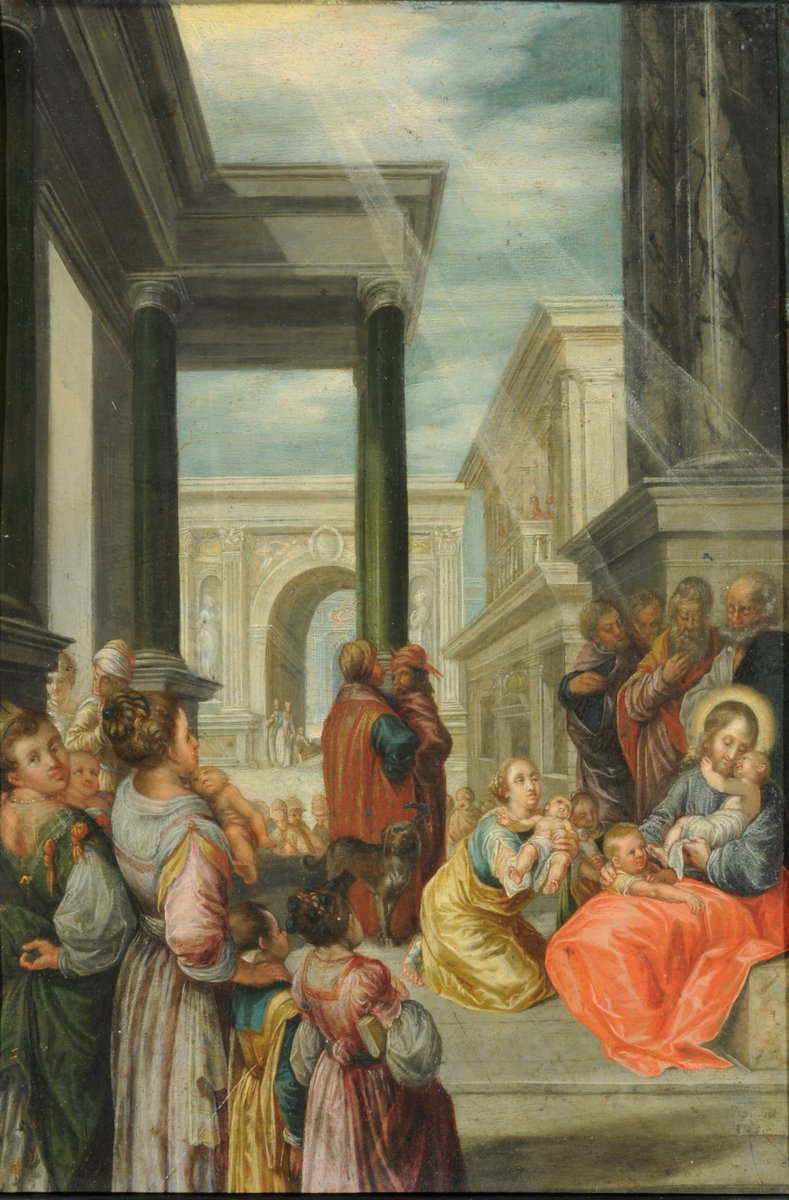
Dejad que los niños vengan a mí
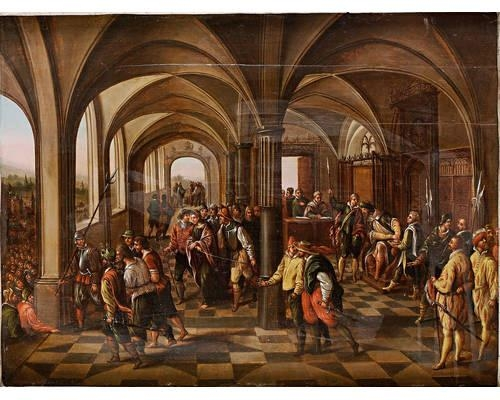
Ecce Homo
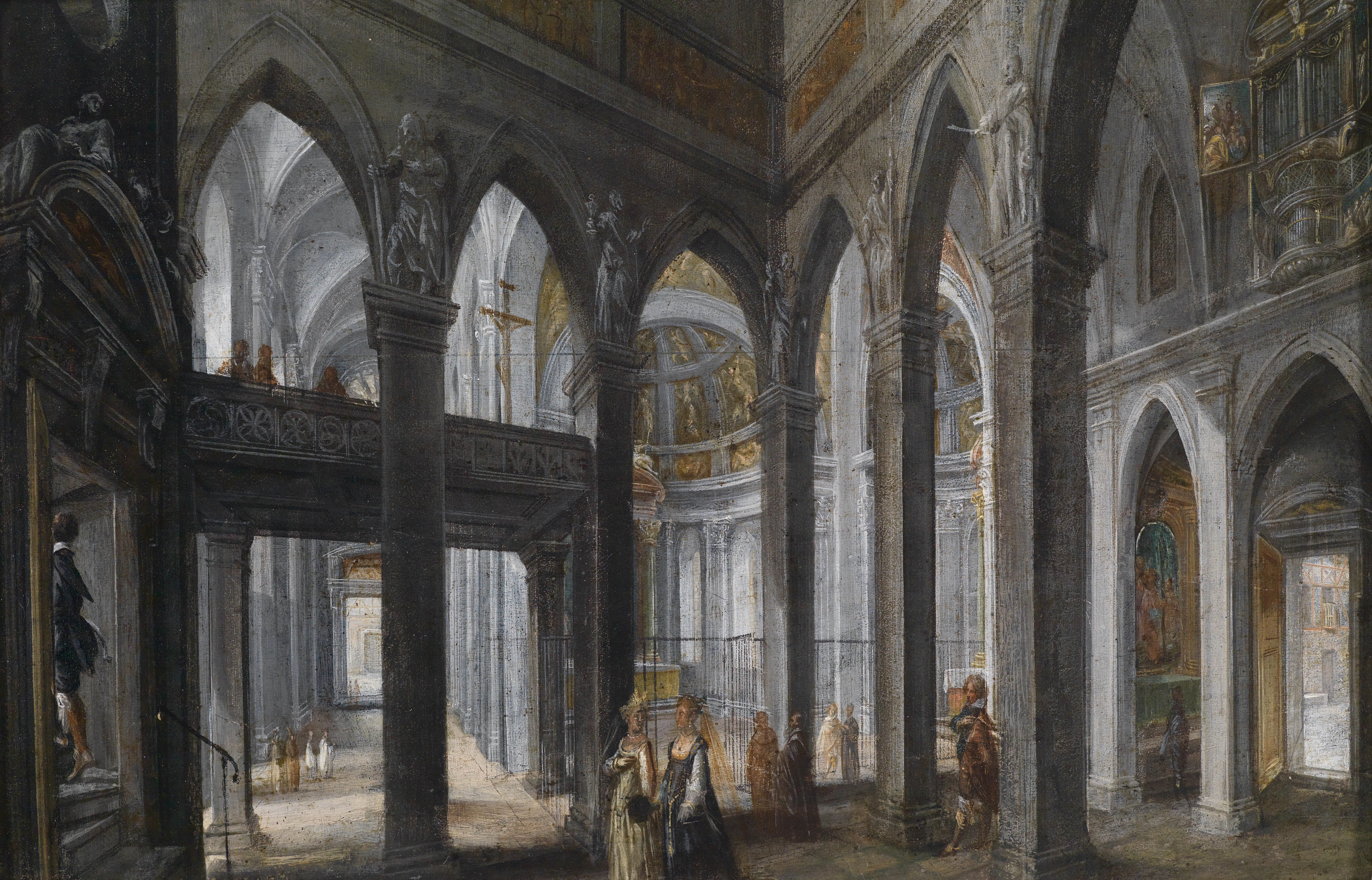
Interior de la iglesia (1622)